# Plectosphaera fragariae
Plectosphaera fragariae är en svampart som först beskrevs av Krieg. & Rehm, och fick sitt nu gällande namn av Arx & E. Müll. 1954. Plectosphaera fragariae ingår i släktet Plectosphaera och familjen Phyllachoraceae.   Inga underarter finns listade i Catalogue of Life.